# Fantastic Children
 (mars 2024).
Si vous disposez d'ouvrages ou d'articles de référence ou si vous connaissez des sites web de qualité traitant du thème abordé ici, merci de compléter l'article en donnant les références utiles à sa vérifiabilité et en les liant à la section « Notes et références ».
Fantastic Children (ファンタジックチルドレン, Fantajikku Chirudoren) est un anime des studios Nippon Animation. La série télévisée de 26 épisodes a été diffusée sur TV Tokyo et date de 2004. La réalisation et le design des personnages est de Nakamura Takashi, les décors de Nizō Yamamoto la musique d'Ueno Koji et le script de Mitsui Hideki 2P. Les droits français sont détenus par Beez Entertainment.
À travers le jeu des réincarnations, sept scientifiques de la planète Girishia (prononciation japonaise du mot « grec » en anglais) recherchent une princesse exilée sur Terre. Leur but est de pouvoir revenir sur leur planète d'origine et empêcher des humains et certains Girishiens rebelles de bouleverser l'équilibre universel entre la vie et la mort.

## Synopsis
A des années lumière de la Terre, la planète Girishia abrite un royaume prospère, sous la direction du roi Titas. Dans le palais,  la princesse Tina grandit dans la paix et l'amitié de Sesu, le fils de Maître Goto, le conseiller du Roi, même si elle a perdu sa mère très tôt dans son enfance. Malgré l'attention et l'affection que lui porte Sesu, elle tombe peu à peu profondement amoureuse de Soran, le capitaine de la garde du palais, lui-même très ami avec Sesu. Mais le règne de Titas suscite la convoitise de son frère cadet, Georca. Pendant ce temps, 7 scientifiques du palais : Agi, Hasumodaï, Hiisuma, Mel, Paruza, Soreto, Taruranto travaille sur une dimension mystérieuse entre Vie et Mort, appelée la Zone qui dégage une énergie extrêmement puissant : l'OSL.
À la suite des manœuvres de Georca, la princesse Tina est blessée mortellement. Portée par le roi aux 7 scientifiques, elle est ressuscitée et le roi exige de dissimuler dans son corps une arme basée sur l'OSL. Mais Georca l'apprend et fait en sorte que l'arme se déclenche sans aucun contrôle, il profite de la confusion pour déclencher une insurrection d'envergure qui menace le palais.
Pour mettre la princesse à l'abri des convoitises de son oncle, les scientifiques décident d'exiler son âme loin de son corps sur la planète Terre. L'opération se déroule in extremis grâce au sacrifice des vies de Soran puis de Sesu. Les scientifiques sont par la suite condamnés par le roi à s'exiler eux-mêmes sur la terre pour ramener la princesse. Mais les réincarnations ignorent tout de cette histoire et le pouvoir est enfoui quelque part dans leur corps resté sur Girishia.
Les scientifiques eux se réincarnent dans des enfants pour une période de 11 ans (après ils perdent leur souvenir et doivent à nouveau se transférer). On les appelle les enfants de Béfort. Par ailleurs, ils doivent affronter Enma, une des composantes de l'univers qui maintient l'équilibre entre la vie et la mort. Mais certains d'entre eux ne peuvent supporter ces perpétuels déchirements entre vie d'origine et vie réincarnée : ainsi Paruza les quitte pour devenir Wilhelm Röntgen , découvreur des Rayons X, puis Mel est capturée par Damien et se réincarnera ultérieurement en Gherta Hauksbee.
Après plusieurs réincarnations (Sérafine, Maîtresse Christina), en 2001, la petite Helga est une jeune orpheline enfermée dans un institut avec Chitto.
Grâce à l'aide de Chitto, un jeune orphelin, et de Thomas, fils d'un prêtre bouddhiste, qui apprendra plus tard qu'il est la réincarnation de Sesu, les scientifiques, pour sauver Helga, affrontent le GED (fondation secrète humaine pour exploiter l'OSL), Damien, le demi-frère de Tina issu de la reine exilée par Titas et de Georca, et Georca qui veut ramener la princesse dans son corps d'origine pour se venger de Titas.

## Animation
Le design particulier des personnages est l'œuvre de Takashi Nakamura, dont le style est facilement reconnaissable. Il est l'auteur du long métrage Palmu no Ki sorti en 2002. Parmi le staff se trouve aussi Nizu Yamamoto, en tant que directeur artistique. Il a collaboré avec Hayao Miyazaki sur des films des studios Ghibli.
Par ailleurs l'histoire se déroule au début dans un univers post-médiéval, puis dans un contexte mi-européen mi-asiatique, on peut y voir un effet de mode récent que l'on retrouve dans des mangas/animations très marquant (Fullmetal Alchemist, Monster…).

## Analyse
Malgré un scénario très complexe et une intrigue pleine de rebondissements, entrer dans l'histoire s'avère aisé tant elle est construite sur des principes simples. On notera au passage une utilisation subtile la mythologie grecque, en particulier l'histoire d'Hélène de Troie (voir la guerre de Troie) qui traduit l'amour maudit, cause de morts (Jill, Aanon, Sesu, Soran, etc.), de désespoirs amoureux (Sesu, Thomas, Jill, etc.). D'autre part, des procédés aisément reconnaissables structurent l'intrigue comme des triangles amoureux fréquents dans le théâtre du XXe siècle et le cinéma. L'apologie du sens du devoir très japonais (mais aussi en référence à des mythes grecs) constitue un fil rouge majeur de l'œuvre qui met également en avant le respect de l'ordre établi, qu'il soit bon ou mauvais, (là aussi très propre au Japon, cela en référence probablement au rôle joué par le Japon durant la Seconde Guerre mondiale). Enfin, la crainte de la catastrophe ultime (nucléaire), récurrente dans la japanimation même si elle prend différentes formes, demeure un thème attrayant pour les amateurs du genre.
Au niveau animation, on peut rapprocher le scénario d'un Please Save My Earth, X de CLAMP ou encore de Scrapped Princess sans toutefois trouver de comparaison complète.

## Personnages

### Réincarnations
- Princesse Tina : amoureuse dans son enfance de Sesu, elle finit par tomber profondément amoureuse de Soran.
- Helga : Réincarnation de Tina en orpheline
- Sérafine : Réincarnation de Tina en peintre
- Maîtresse Christina : Réincarnation de Tina en maîtresse d'école en Espagne, elle brode beaucoup

- Jim : Amoureux de Sérafine, mort lors d'une traversée vers les Indes pour sauver un mouchoir brodé par une des précédentes incarnations de Sérafine en Espagne, mouchoir qui montre Girishia que Sérafine représente souvent sur ses tableaux.

- Ude : Amateur de peinture qui fera connaître Sérafine peu avant sa mort dans le sanatorium de Clairmont.

- Aanon : Jeune élève de Maîtresse Christina, mort en allant lui cueillir du lilas, dont la couleur est, dit-on, celle des océans de Girishia.

### Les Girishiens
- Sesu : Amoureux de Tina depuis son enfance, Sesu est le fils du Maître Goto, conseiller du Roi. Il est le protecteur officiel de la princesse Tina. Très droit, il comprend l'amour que Tina porte à Soran et bénit leur union à venir, bénédiction qui n'est que temporaire car jaloux de leur union, il finira par tuer Soran (puis se fera tuer à son tour) juste avant la réincarnation de Tina sur Terre.
  - Thomas : Amoureux de Tina, il reprend naturellement les instincts de sa précédente incarnation : il protège Helga quoi qu'il lui coûte et abandonne son amour au profit de la réincarnation à venir de Soran.

- Soran : Amoureux et aimé de la princesse Tina, il a perdu la moitié de son corps et son père à 5 ans en défendant le palais du Roi Titas, ce qui lui a ouvert plus tard les portes de la garde du palais. Sa première rencontre avec Tina se fait une fois où elle s'est perdue dans la forêt, il la ramène à Sesu. Une de ses réincarnations finit par se retrouver sur terre et rencontrer Helga à la fin de l'histoire.

- Reine de Titas : Épouse de Titas, elle donne naissance à la princesse Tina. Exilée pour une raison inconnue, elle ne peut élever sa fille et est recueillie par Georca. De cette union naîtra Damien. Elle meurt sous les coups de Georca lors de son exil vers la Terre

- Damien ou Duma : Demi-frère de Tina, il est le fils de la reine de Titas, et du frère du roi : Georca. Il haît son père depuis que celui-ci a tué sa mère mais reste néanmoins à ses ordres presque jusqu'à la fin

- Roi Titas : Roi sage et bon qui gouverne Girishia, il perd peu à peu l'esprit après qu'un attentat tue la princesse. Il oblige les scientifiques à la réincarner et installer une arme à base d'OSL dans son corps.

- Maître Goto : Conseiller du roi, père de Sesu, il essaye de modérer le roi après le début de sa folie

- Maître Georca : Frère cadet de Titas, il veut le pouvoir, à tout prix. Il accueille la reine de Titas dont naîtra Damien, puis fomente une révolte qui ne lui permettra pas de prendre le contrôle du palais. Il doit s'enfuir vers la terre dans l'espoir d'utiliser l'arme cachée dans le corps de la princesse.

### Les Humains
- Robert Cooks : Grand ami du docteur Radcliffe, ce journaliste prend la première photo connue des enfants de Béfort en 1901, peu avant leur réincarnation via la machine de transfert qui ne s'est pas parfaitement détruite cette fois là, c'est ce fragment qu'il récupéra qui ménera à la construction du GED.

- Détective Cooks : Petit-fils de Robert Cooks, il enquête sur les disparitions mystérieuses de 5 enfants (réincarnation des enfants de Béfort)

- Alice Hollingworth : Délégué par le gouvernement pour ramener le détective Cooks dans les rangs, il l'aide de son mieux pour comprendre les mystères du GED

- Docteur Toto Radcliffe : Ami de Robert Cooks, il étudie le fragment recueilli et avec l'assentiment des autorités crée le GED pour enquêter sur les mystères qu'il referme.

- Chitto : Orphelin dans le même institut qu'Helga, il l'aide à s'échapper pour retrouver l'endroit qu'elle ne connaît pas mais où elle désire retourner : Girishia

### Les Enfants de Béfort
- Agi : Chef de l'équipe de scientifique, il est raisonnable mais froid. Il a voulu devenir scientifique pour "sauver" le monde

- Hasumodaï : Un des scientifiques.

- Hiisuma : Scientifique du palais, intègre mais sans conscience, il est prêt à tout pour retourner sur Girishia. Il finira par en mourir.

- Paruza : Scientifique du palais, fiancé de Mel, il envisageait de se marier avant la guerre civile, les événements le mènent à abandonner sa mission et Mel pour devenir Conrad Röntgen
  - Conrad Röntgen : Inventeur des rayons X, après avoir perdu la mémoire de Paruza. (certainement inspiré par Wilhelm Röntgen)

- Mel : Scientifique du palais, fiancée à Paruza, elle est bouleversée quand celui-ci les abandonne, elle retarde sa réincarnation pour donner un cadeau à Conrad lors d'une réincarnation ultérieure. C'est ce qui entraînera une confusion dans son esprit permettant à Damien de la capturer puis de la torturer pour obtenir les plans de la machine de transfert. Elle se réincarnera en Gherta Hauksbee.
  - Gherta Hauksbee : Réincarnation de Mel, elle construit la machine de transfert pour le GED en se faisant manipuler par Damien.

- Soreto : Scientifique du palais, elle est apparemment amoureuse de Agi, puis de Thomas. Elle est très affectée par toutes les séparations successives avec ses familles d'accueil.

- Taruranto : Scientifique du palais, il a construit Wanda, un robot qui vole.

- Wanda : Robot construit par Taruranto, il montre des qualités presque humaines et est détruit en protégeant Taruranto et Chitto

## Jeu vidéo
Un jeu sur Gameboy Advance sur le thème des Fantastic Children est sorti au Japon en mai 2005.